# Триада Фалло
Триада Фалло — врождённый порок сердца.

## Морфология
Триада Фалло — так называемый синий порок сердца, имеющий три морфологических компонента:
- клапанный стеноз лёгочной артерии или обструкция выходного отдела правого желудочка сердца;
- гипертрофия правого желудочка сердца;
- дефект межпредсердной перегородки.

Первые два компонента входят в тетраду Фалло. Однако при тетраде Фалло отмечается дефект межжелудочковой, а не межпредсердной перегородки, а также декстрапозиция аорты.

## Причины и факторы риска
Поскольку Триада Фалло является врожденным пороком, причина его образования — патология закладки и формирования сердечной мышцы в первом триместре беременности.
Факторами риска являются:
- перенесенные беременной инфекционные заболевания, например, корь, краснуха, грипп;
- употребление беременной алкоголя, никотина и наркотических веществ;
- хроническая гипоксия плода;
- авитаминозы;
- воздействие на организм беременной гамма-лучей;
- прием некоторых лекарственных средств, противопоказанных при беременности.[1]

## Клиническая картина
Клиническая картина зависит от степени гемодинамических нарушений, вызванных нарушениями строения правых отделов сердца (степень стеноза артерии, размер межпредсердного сообщения). Первые симптомы заболевания появляются в младенческом возрасте.
- одышка при кормлении, плаче, в более старшем возрасте при физической нагрузке;
- быстрая утомляемость, пассивность;
- синюшность слизистых оболочек;
- набухание и пульсация вен шеи после физической нагрузки;
- судорожные припадки;
- обмороки после физической нагрузки;

При длительном течении:
- отставание в физическом развитии;
- утолщение фаланг пальцев («Симптом барабанных палочек»)
- гепатомегалия;
- гипертелоризм;
- к 8-12 годам появляется цианоз.[2]

## Осложнения
Наиболее частыми осложнениями Триады Фалло являются тромбоэмболии, инфекционный эндокардит, абсцессы мозга и хроническая сердечная недостаточность.

## Диагностика
- Общий анализ крови: повышение уровня эритроцитов, гемоглобина (последствия гипоксии);
- На ЭКГ имеются признаки гипертрофии правых отделов сердца;
- Ангиография для выявления стеноза легочной артерии и патологии строения межпредсердной перегородки;[2]
- Рентгенологическое исследование направленно на выявление увеличения правого желудочка;
- Эхокардиография.[1]

## Лечение
Триада Фалло лечится хирургически, через торакотомический доступ.

## История
Триада Фалло названа по имени французского врача Этьена-Луи Артура Фалло.